# Mielkendorf
Mielkendorf er en kommune og en by i det nordlige Tyskland, beliggende i Amt Molfsee i den østlige del af Kreis Rendsborg-Egernførde. Kreis Rendsborg-Egernførde ligger i den centrale del af delstaten Slesvig-Holsten.

## Geografi
Mielkendorf ligger ved Ejderen sydvest for Kiel ved Bundesautobahn 215 fra Kiel til Autobahndreieck Bordesholm.
I kommunen ligger udover Mielkendorf landsbyen Steinfort. Nordligst i kommunen ligger Hansdorfer See i Naturpark Westensee.